# Robert Metcalfe
Robert Metcalfe (n. 7 aprilie 1946, New York City, New York, SUA) este un inginer electronist american, cunoscut drept coinventator al Ethernetului, fondator al 3Com și autor al Legii lui Metcalfe. Pentru inventarea Ethernet, a primit în 1996 Medalia de Onoare IEEE.